# Národní park Llanganates
Národní park Llanganates (španělsky Parque nacional Llanganates) je chráněné území v Ekvádoru, nesoucí od roku 1996 status národního parku. Má rozlohu 2199 km² a zasahuje na území provincií Cotopaxi, Tungurahua, Napo a Pastaza. Západní část národního parku leží v andské krajině nazývané páramo, dosahující nadmořské výšky až 4571 m, východní část se svažuje do údolí Amazonky a je porostlá hustým tropickým lesem. Typickými živočichy jsou lama alpaka, vikuňa, puma americká, medvěd brýlatý, tapír horský, aguti tmavý, kondor andský, tangara Wetmoreova a skalňák andský. Název parku znamená v kečuánštině „krásná hora“. Oblast Llanganates je známá díky legendám, podle nichž ve zdejších nepřístupných horách ukryli Inkové před španělskými conquistadory svůj zlatý poklad.